# Cnodocentron pallas
Cnodocentron pallas là một loài Trichoptera trong họ Xiphocentronidae. Chúng phân bố ở vùng Tân nhiệt đới.